# Baldwin, comitatul Nassau, New York
Baldwin este un cătun ce aparține de orașul Hempstead de pe insula Long Island, comitatul Nassau, statul New York, Statele Unite ale Americii.

## Personalități marcante
- Jonathan Demme, regizor